# Akane Ōmae
Akane Ōmae (大前 茜, Ōmae Akane), née le 21 août 1982 dans la préfecture de Saitama, est une seiyū japonaise.

## Rôles
Sakurako Shiina : Negima!

### Jeux vidéo
- The Legend of Zelda: Spirit Tracks : Princesse Zelda